# Municipio de Interior (Míchigan)
El municipio de Interior (en inglés: Interior Township) es un municipio ubicado en el condado de Ontonagon en el estado estadounidense de Míchigan. En el año 2010 tenía una población de 336 habitantes y una densidad poblacional de 1,45 personas por km².

## Geografía
El municipio de Interior se encuentra ubicado en las coordenadas 46°26′36″N 89°3′2″O / 46.44333, -89.05056. Según la Oficina del Censo de los Estados Unidos, el municipio tiene una superficie total de 231.45 km², de la cual 223,82 km² corresponden a tierra firme y (3,3 %) 7,63 km² es agua.

## Demografía
Según el censo de 2010, había 336 personas residiendo en el municipio de Interior. La densidad de población era de 1,45 hab./km². De los 336 habitantes, el municipio de Interior estaba compuesto por el 96,13 % blancos, el 2,38 % eran amerindios, el 0,3 % eran asiáticos y el 1,19 % eran de una mezcla de razas. Del total de la población el 0,3 % eran hispanos o latinos de cualquier raza.